# 에밀리 로즈
에밀리 로즈(Emily Rose, 1981년 2월 2일 ~ )는 미국의 배우이다.

## 출연 작품

### 영화
- Operating Instructions (2009)
- The Killing Pact (2017)

### 텔레비전
- 헤이븐 (2010-15)

### 비디오 게임
- 언차티드: 엘도라도의 보물 (2007)
- 언차티드 2: 황금도와 사라진 함대 (2009)
- 언차티드 3: 황금 사막의 아틀란티스 (2011)
- 언차티드 4: 해적왕과 최후의 보물 (2016)